# Herb gminy Rojewo
Herb gminy Rojewo – jeden z symboli gminy Rojewo, ustanowiony 20 czerwca 2002.

## Wygląd i symbolika
Herb przedstawia na tarczy koloru czerwonego trzy złote kłosy zboża (symbolizujące rolnictwo gminy) między dwoma półksiężycami skierowanymi barkami do siebie (godło z herbu Ostoja - miecz zastąpiły kłosy).